# Francisco Javier Casquero Paredes
Francisco Javier Casquero Paredes (nascut l'11 de març de 1976 a Talavera de la Reina) és un futbolista professional castellanomanxec, que ocupa la posició de migcampista.

## Carrera
Es va iniciar al CD Toledo, llavors a la Segona Divisió, seguit d'una breu estada a la Cultural Leonesa. També va militar al filial de l'Atlètic de Madrid.
A la temporada 00/01 recala a les files del Sevilla FC, on juga 38 partits i marca quatre gols. Els sevillans aconsegueixen l'ascens a la màxima categoria. A la campanya següent, ja a primera divisió, hi marca set gols.
Casquero va esdevenir un dels jugadors claus del Sevilla en aquest període, fins que la 05/06 marxa al Racing de Santander. A l'any següent recala al Getafe CF, amb qui assoleix els quarts de final de la Copa de la UEFA a la campanya 07/08, en la qual van caure al darrer minut davant el Bayern de Múnic.
A la temporada 08/09, es va veure implicat directament en els incidents del partit Reial Madrid - Getafe, en el qual el defensa madridista Pepe el va colpejar repetidament, tot sent penalt. El marcador, decisiu per a la resolució de la lliga, era de 2 a 2. Casquero va fallar la pena màxima i tot seguit Higuaín marcava per al Reial Madrid.